# Communauté de communes Isle et Crempse en Périgord
La communauté de communes Isle et Crempse en Périgord est une structure intercommunale française située dans le département de la Dordogne, en région Nouvelle-Aquitaine.

## Histoire
Par arrêté préfectoral du 15 septembre 2016 modifié par un autre arrêté du 30 novembre 2016, la communauté de communes Isle et Crempse en Périgord est formée au 1er janvier 2017 par la fusion de la communauté de communes du Mussidanais en Périgord et de la communauté de communes du Pays de Villamblard qui sont alors dissoutes,.

## Territoire communautaire

### Géographie physique
Située au centre-ouest  du département de la Dordogne, la communauté de communes Isle et Crempse en Périgord regroupe 25 communes et présente une superficie de 428,9 km2.

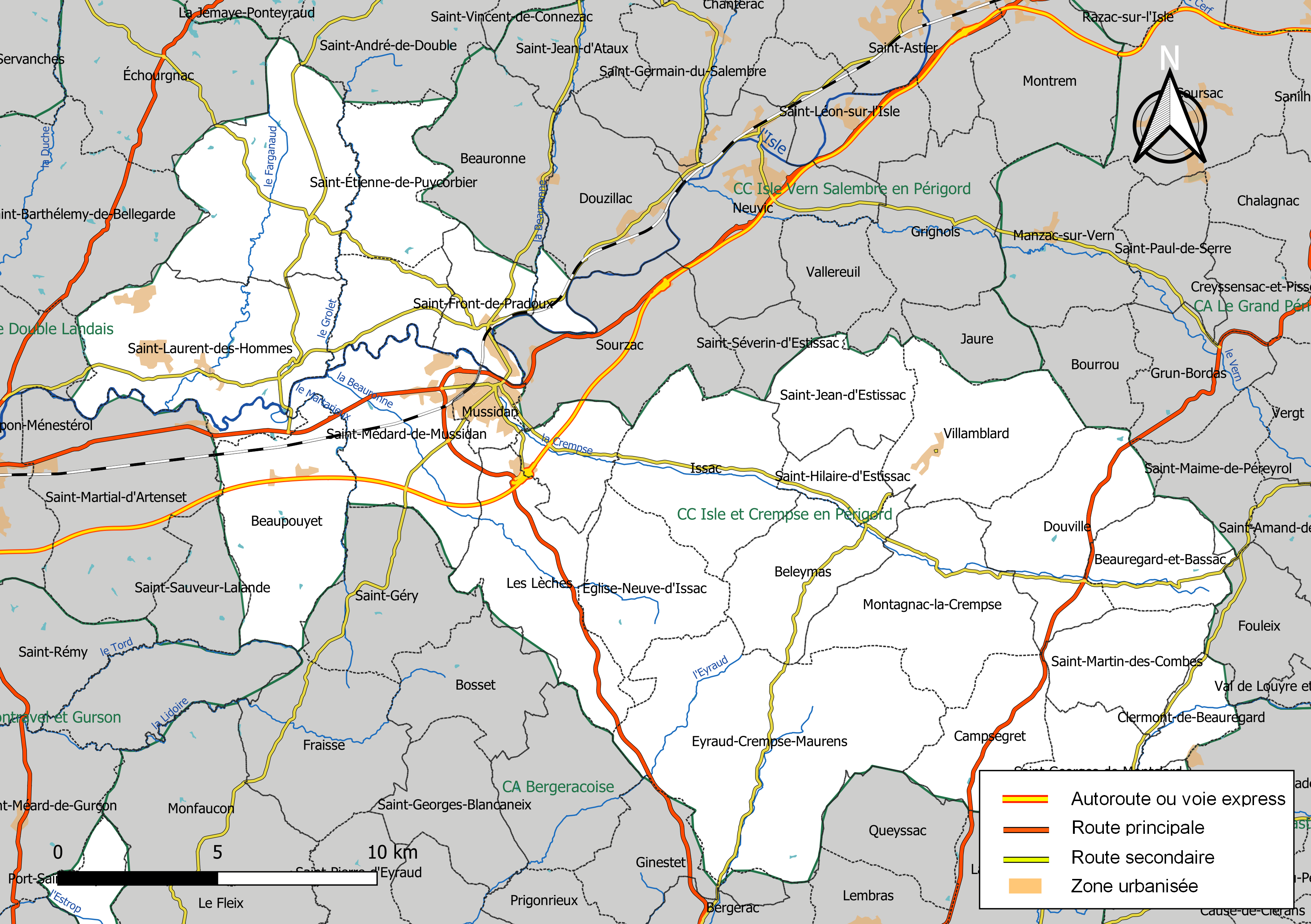
Carte de la communauté de communes Isle et Crempse en Périgord au 1er janvier 2019.

### Composition

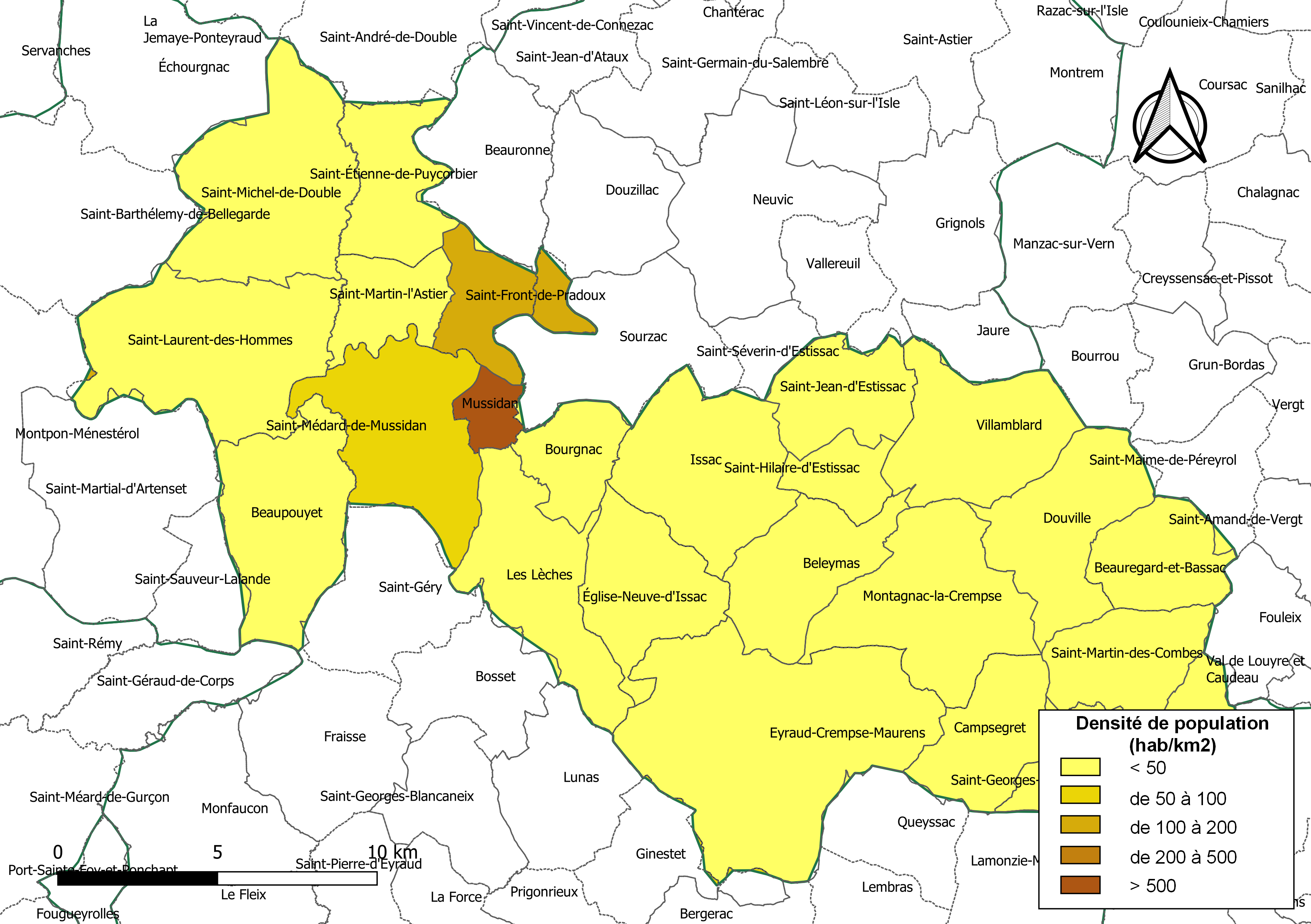
Carte des densités de population (millésimée 2016) des communes de la communauté de communes Isle et Crempse en Périgord. Composition en communes au 1er janvier 2019.

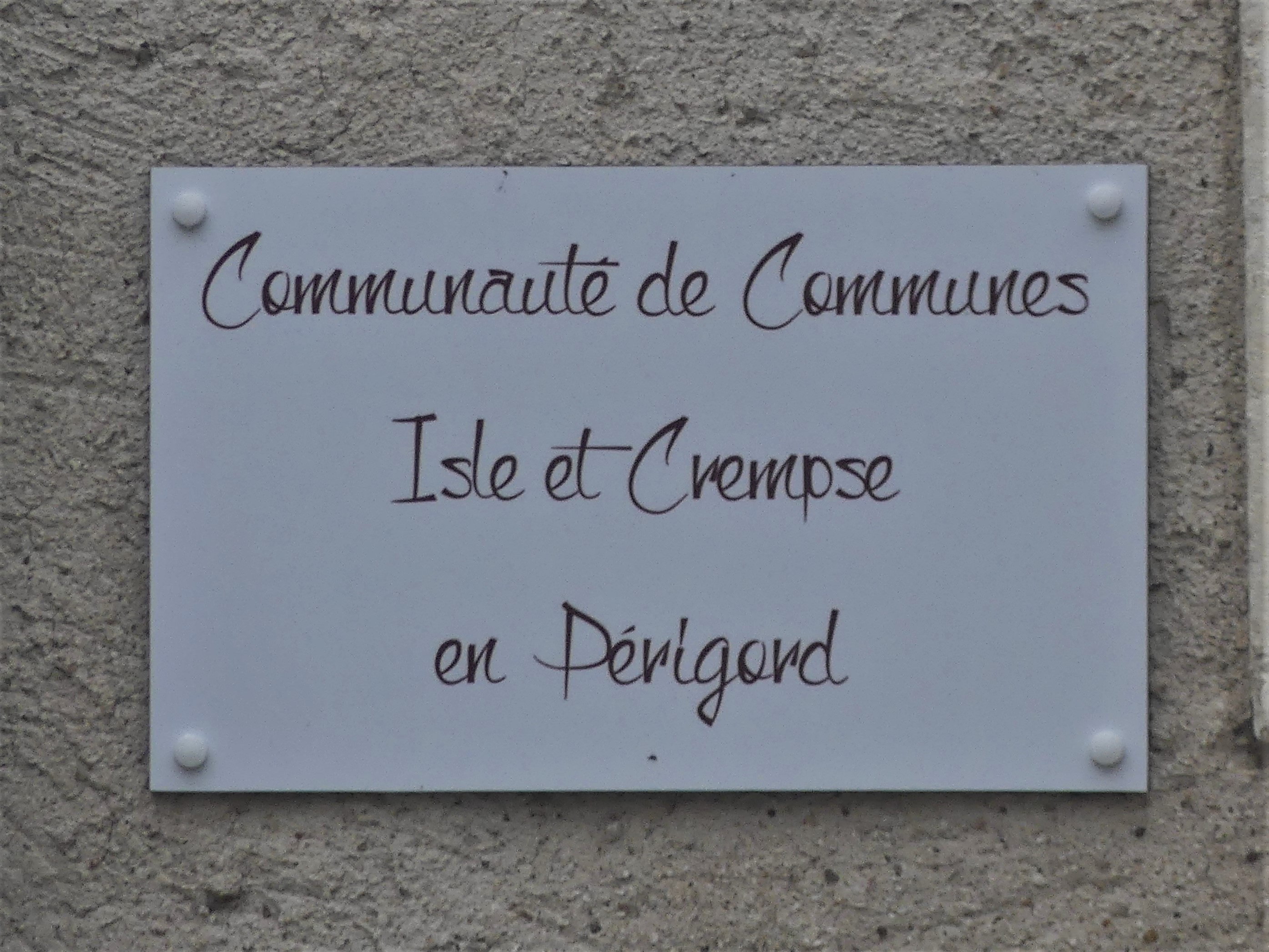
Plaque apposée au siège social.

Regroupant 28 communes lors de sa création en 2017, l'intercommunalité en compte 25 au 1er janvier 2019 après la création de la commune nouvelle d'Eyraud-Crempse-Maurens, qui regroupe quatre anciennes communes.
La communauté de communes est composée des 25 communes suivantes :

| Nom                         | Code Insee | Gentilé                     | Superficie (km2) | Population (dernière pop. légale) | Densité (hab./km2) |
| --------------------------- | ---------- | --------------------------- | ---------------- | --------------------------------- | ------------------ |
| Mussidan (siège)            | 24299      | Mussidanais                 | 3,85             | 2 778 (2022)                      | 722                |
| Beaupouyet                  | 24029      | Bellipodois                 | 22,63            | 558 (2022)                        | 25                 |
| Beauregard-et-Bassac        | 24031      | Beauregards                 | 12,02            | 308 (2022)                        | 26                 |
| Beleymas                    | 24034      | Beleymacois                 | 16,07            | 281 (2022)                        | 17                 |
| Bourgnac                    | 24059      | Bourgnacois                 | 9,06             | 352 (2022)                        | 39                 |
| Campsegret                  | 24077      | Campsegretois               | 13,83            | 398 (2022)                        | 29                 |
| Clermont-de-Beauregard      | 24123      | Clermontois                 | 6,24             | 123 (2022)                        | 20                 |
| Douville                    | 24155      | Douvillois                  | 19,91            | 456 (2022)                        | 23                 |
| Église-Neuve-d'Issac        | 24161      |                             | 16,67            | 122 (2022)                        | 7,3                |
| Eyraud-Crempse-Maurens      | 24259      |                             | 50,51            | 1 666 (2022)                      | 33                 |
| Issac                       | 24211      | Issacois                    | 23,32            | 437 (2022)                        | 19                 |
| Les Lèches                  | 24234      | Léchois                     | 21,58            | 383 (2022)                        | 18                 |
| Montagnac-la-Crempse        | 24285      | Montagnacois                | 25,49            | 391 (2022)                        | 15                 |
| Saint-Étienne-de-Puycorbier | 24399      |                             | 13,54            | 109 (2022)                        | 8,1                |
| Saint-Front-de-Pradoux      | 24409      | Saintfronnais               | 9,01             | 1 157 (2022)                      | 128                |
| Saint-Georges-de-Montclard  | 24414      | Montclardais                | 13,68            | 279 (2022)                        | 20                 |
| Saint-Hilaire-d'Estissac    | 24422      | Saint-Hilairois             | 6,14             | 126 (2022)                        | 21                 |
| Saint-Jean-d'Estissac       | 24426      | Estissacois                 | 12,86            | 158 (2022)                        | 12                 |
| Saint-Laurent-des-Hommes    | 24436      | Saint Laurentais            | 31,94            | 1 022 (2022)                      | 32                 |
| Saint-Louis-en-l'Isle       | 24444      | Ludoviciens                 | 2,82             | 311 (2022)                        | 110                |
| Saint-Martin-des-Combes     | 24456      | Martinets Combois           | 13,99            | 203 (2022)                        | 15                 |
| Saint-Martin-l'Astier       | 24457      | Saint-Martinois             | 9,4              | 140 (2022)                        | 15                 |
| Saint-Médard-de-Mussidan    | 24462      | Mussidanais de Saint-Médard | 24,45            | 1 619 (2022)                      | 66                 |
| Saint-Michel-de-Double      | 24465      |                             | 29,48            | 228 (2022)                        | 7,7                |
| Villamblard                 | 24581      | Villamblardais              | 20,43            | 870 (2022)                        | 43                 |

### Démographie
Le tableau et le graphique ci-dessous correspondent au périmètre actuel de la communauté de communes Isle et Crempse en Périgord, qui n'a été créée qu'en 2017.
| 1968   | 1975   | 1982   | 1990   | 1999   | 2008   | 2013   | 2019   |
| ------ | ------ | ------ | ------ | ------ | ------ | ------ | ------ |
| 12 781 | 12 965 | 13 259 | 13 310 | 13 026 | 13 991 | 14 388 | 14 427 |

## Administration
Le siège de l'intercommunalité se situe à Mussidan.
| Période                               | Période  | Identité             | Étiquette | Qualité |
| ------------------------------------- | -------- | -------------------- | --------- | --- |
| janvier 2017 (réélue en juillet 2020) | En cours | Marie-Rose Veyssière | PS        | Maire de Saint-Jean-d'Estissac (depuis 2001) Conseillère départementale du canton du Périgord central (depuis 2015) Ex-présidente de la CC du Pays de Villamblard (2008-2016) |

## Représentation
À partir du 1er janvier 2017, le nombre de délégués siégeant au conseil communautaire est le suivant : neuf sièges pour Mussidan, cinq pour Saint-Médard-de-Mussidan, trois pour Maurens, Saint-Front-de-Pradoux et Saint-Laurent-des-Hommes, deux pour Villamblard et un pour chacune des vingt-deux autres communes, soit un total de quarante-sept.
Au renouvellement des conseils municipaux de mars 2020, le conseil communautaire de la communauté de communes se compose de 44 délégués représentant chacune des communes membres et élus pour une durée de six ans.
Ils sont répartis comme suit :
| Nombre de délégués | Communes                                         |
| ------------------ | ------------------------------------------------ |
| 8                  | Mussidan                                         |
| 5                  | Saint-Médard-de-Mussidan                         |
| 4                  | Eyraud-Crempse-Maurens                           |
| 3                  | Saint-Front-de-Pradoux, Saint-Laurent-des-Hommes |
| 2                  | Villamblard                                      |
| 1                  | chacune des 19 autres communes                   |